# Dinah Eckerle
Pour les articles homonymes, voir Eckerle.
Dinah Eckerle, née le 16 octobre 1995 à Leonberg dans le Bade-Wurtemberg (Allemagne), est une handballeuse allemande. Elle évolue au poste de gardienne de but.
À l'été 2014, elle participe au championnat du monde junior avec l'équipe d'Allemagne de handball qui termine à la quatrième place. Elle est nommée dans l'équipe-type du tournoi en tant que meilleure gardienne.

## Palmarès

### En sélection
Championnats du monde
- 8e place du championnat du monde 2019
- 7e place du championnat du monde 2021

Championnats d'Europe
- 10e place du championnat d'Europe 2018
- 7e place du championnat d'Europe 2020

Autres
- 4e place du championnat du monde junior 2014

### En club
Compétitions internationales
- Quatrième de la Ligue des champions (C1) (2) : 2022 et 2023

Compétitions nationales
- Vainqueur du Championnat d'Allemagne (8) : 2012, 2013, 2014, 2015, 2016, 2018 et 2019 (avec Thüringer HC) et 2018 (avec SG BBM Bietigheim)
- Vainqueur de la Coupe d'Allemagne (1) : 2013 (avec Thüringer HC)
- finaliste du Championnat de France en 2021
- Vainqueur du Championnat du Danemark (1) : 2023
- Vainqueur de la Coupe du Danemark (2) : 2022, 2023